# Allium rhabdotum
Allium rhabdotum — вид рослин з родини амарилісових (Amaryllidaceae); ендемік Бутану.

## Опис
Цибулина циліндрична, видовжена ≈ 1.5–2 см у діаметрі. Стебло міцне, 80–125 см заввишки ≈ 10 мм у діаметрі, порожнисте, гладке

## Поширення
Ендемік Бутану.
Зростає у вологих районах вздовж струмків та в кущах рододендронів на висотах між 3810 і 4270 м.

## Використання
Ніжні пагони використовуються в кулінарних цілях, як овоч.

## Охорона
Зростає в природному заповіднику Бумделінг, Вангчукському національному парку, та Національному парку Джигме Сингай Вангчука.